# Idaea tripartita
Idaea tripartita là một loài bướm đêm trong họ Geometridae.